# Destin Histoire
「Destin Histoire」（ディスタン・イストワール）は、yoshiki＊lisaの2枚目のシングル。2011年3月2日に日本コロムビアから発売された。

## 概要
前作「夜桜お七」から2年ぶりのリリース。表題曲は、テレビアニメ『GOSICK -ゴシック-』のオープニングテーマに起用された。タイトルおよび歌詞の一部には、同作にちなんでフランス語(作中のソヴュール王国の公用語という設定)が使用されている。初回限定盤には「Destin Histoire」のPVとメイキングに加え、yoshiki＊lisaのインタビューを収録したDVDが同梱されている。

## 収録曲
1. Destin Histoire [4:23]
作詞：渡部紫緒、作曲・編曲：坂部剛
  - テレビアニメ『GOSICK -ゴシック-』オープニングテーマ
2. 限りある世界で [4:41] 
作詞・作曲・編曲：宮崎誠
3. Destin Histoire（Instrumental）
4. 限りある世界で（Instrumental）

## 参加ミュージシャン
- Guitar：三沢崇篤（#1）、宮崎誠（#2）
- Bass：大山徹也（#1）、川島弘光（#2）
- Drums&Percussion：三浦肇（#1）